# Real Potosino
El CF Real Potosino  fue un equipo de fútbol de México. Participó en la Serie B de la Segunda División nacional. Tuvo como sede el Estadio Plan de San Luis, en la ciudad de San Luis Potosí.

## Historia
El equipo fue creado el 9 de julio de 2018, cuando se dio a conocer el traslado de la franquicia Internacional de San Miguel de Allende a la capital potosina por cuestiones administrativas.
El 25 de agosto de 2018 se dio el debut del equipo en un encuentro ante el Deportivo Gladiadores correspondiente a la jornada 1 de la Temporada 2018-19 de la Serie B, el conjunto potosino empató por 2–2, ganando el punto extra en la tanda de penales.
Tras un inicio de temporada estable, el equipo comenzó a sufrir problemas económicos y abandono por parte de su administración, lo que llevó al plantel a pasar varios meses sin cobrar un sueldo. Además, el equipo se vio obligado a suspender algunos de sus partidos ya que el estadio Plan de San Luis no estaba preparado para el deporte al no contar con las líneas de juego pintadas adecuadamente. Por otro lado, se dio a conocer que los jugadores del club y cuerpo técnico se vieron obligados a financiar los gastos de viaje del equipo a otras sedes en donde debían disputar sus juegos.

### CF Real Potosino
Los problemas de la institución llevaron a que se planteara la posibilidad de abandonar la sede en búsqueda de otros municipios que ofrecieran apoyos.
En febrero de 2019 el equipo cambió de administración, siendo adquirido por un grupo empresarial de la ciudad de Saltillo, quienes trataron de crear un proyecto deportivo en aquella localidad bajo el nombre Club Furia Saltillo, el cual fue retirado al no existir las condiciones deportivas adecuadas.
Tras el cambio de administración, el equipo pasó a llamarse CF Real Potosino, sin embargo, el equipo mantuvo el nombre FC Potosino ante la Federación Mexicana de Fútbol, también adoptó los colores oro y azul como parte de la nueva identidad en la búsqueda de una mayor identificación con la afición local, ya que se trata de los colores que aparecen en el escudo de armas de la ciudad e históricamente han sido usados por los equipos potosinos como el San Luis F.C. y el Atlético San Luis. 
Tras la primera temporada, la continuidad del equipo parecía asegurada, pues este fue inscrito en la Liga Premier e incluso presentó un proyecto deportivo renovado con nuevo técnico y directiva, sin embargo, el 3 de julio de 2019 se anunció la llegada de un acuerdo para trasladar al club a Salamanca y renombrarlo como Salamanca F.C. Posteriormente, la nueva franquicia no recibió el aval de la FMF para participar, por lo que el Potosino no participa en ninguna competencia desde ese momento.

## Temporadas
Franquicia Deportivo San Juan 
 Franquicia Internacional de San Miguel de Allende
| Temporada | División          | Posición |
| --------- | ----------------- | -------- |
| 2018/2019 | 4.Segunda Serie B | 9o.      |

## Afición
Durante su breve paso por el fútbol, contaron con una fiel afición, la barra oficial del equipo se llama La Alianza Auriazul que asistió a todos los partidos de local y de visita. Esta barra está conformada principalmente por aficionados fieles a la tradición y los colores Auriazules, que han existido en los clubes Potosinos desde la aparición del futbol profesional en la entidad hasta el cambio administrativo del Atlético de San Luis, que pasó a adoptar los colores rojiblancos del Atlético de Madrid.